# Bernardino Marin
Bernardino Marin (Clissa, 9 aprile 1739 – Treviso, 9 ottobre 1817) è stato un vescovo cattolico italiano.

## Biografia
Nacque in Dalmazia da una delle più antiche famiglie del patriziato veneziano. Studiò all'università di Padova e si laureò in utroque iure discutendo una tesi sulla legittimizzazione dei figli (per l'ambito ecclesiastico) e sui procuratori degli alimenti (per l'ambito civile). Iniziò la carriera ecclesiastica tra i canonici lateranensi e il 21 agosto 1768 venne ordinato sacerdote.
Il 7 aprile 1788 fu nominato vescovo di Treviso. Si ritrovò a operare in un periodo delicato, con i cambiamenti politici legati alla caduta della Serenissima e all'avvento di Napoleone. Negli anni della Repubblica Cisalpina e del Regno Italico dovette, per forza di cose, sostenere il nuovo regime: organizzò Te Deum e funzioni a suo favore e nel settembre 1797 ospitò in vescovado Giuseppina di Beauharnais (raggiunta poi dallo stesso Bonaparte) in seguito a un incidente in carrozza occorsole alla Frescada.
Di fatto, però, simpatizzava per l'Impero austriaco e si scontrò più volte con le autorità governative; in particolare, nel 1807 fu accusato dal ministro per il culto Giovanni Bovara di essere stato troppo "morbido" con il suo clero che sfavoriva la coscrizione militare invitando i giovani a sposarsi per esserne esentati.

## Genealogia episcopale
La genealogia episcopale è:
- Cardinale Scipione Rebiba
- Cardinale Giulio Antonio Santori
- Cardinale Girolamo Bernerio, O.P.
- Arcivescovo Galeazzo Sanvitale
- Cardinale Ludovico Ludovisi
- Cardinale Luigi Caetani
- Cardinale Ulderico Carpegna
- Cardinale Paluzzo Paluzzi Altieri degli Albertoni
- Papa Benedetto XIII
- Papa Benedetto XIV
- Papa Clemente XIII
- Cardinale Giovanni Francesco Albani
- Cardinale Carlo Rezzonico
- Vescovo Bernardino Marin, C.R.L.